# El Jilguero de Cienfuegos
Inocente Iznaga González, más conocido como El Jilguero de Cienfuegos (Arimao, Cienfuegos, Cuba, 28 de diciembre de 1930 - La Habana, Cuba, 10 de febrero de 2012), fue un cantante popular cubano.  Desarrolló un particular estilo de interpretación en la música guajira cubana.

## Biografía
Nació en el pueblo de Arimao, en la provincia de Cienfuegos, en el seno de una pobre familia campesina. Apenas si aprendió a leer y escribir, ya que tuvo que ayudar a su familia en las labores agrícolas. Se interesó por la música siendo aún un niño, cantando guajiras, sones y guarachas. Años más tarde, se inventó la «Tonada de la Risa», forma particular de interpretación del punto cubano caracterizada por interrumpir la canción con una «risotada».
En 1956, Inocente viajó a La Habana con la intención de lograr un contrato como cantante en alguna emisora de radio. En La Habana conoció a Justo Vega, conocido como «El Caballero de la décima» y a "El Indio Naborí", con quienes trabajó en el programa diario «Patria Guajira» de Radio Cadena Habana. Por esa época le fue quedando el mote de «El Jilguero».
El Jilguero se mantuvo activo como intérprete fundamental de la música guajira cubana a través de presentaciones en espacios radiales y televisivos dedicados a este género en la isla. A lo largo de su carrera recibió numerosos reconocimientos, como la «Distinción Alejo Carpentier», el «Camarón de Cristal de Cienfuegos» y la «Réplica del machete de Máximo Gómez», entre otros.